# Sol Daurella
Sol Daurella Comadrán (Barcelona, 1966) es una empresaria española, presidenta de Coca-Cola Europacific Partners (CCEP), empresa que fabrica, embotella y distribuye Coca-Cola en veintiocho países de Europa Occidental (España, Portugal, Andorra, Francia, Reino Unido, Alemania, Bélgica, Países Bajos, Noruega), Australia, Nueva Zelanda, las islas del Pacífico e Indonesia.

## Biografía
Sol Daurella procede de una familia con larga tradición empresarial. Es nieta del empresario importador de bacalao Santiago Daurella Rull e hija del empresario José Daurella Franco. La familia Daurella forma parte del Sistema Coca-Cola desde hace más de 60 años. En 1951 obtuvieron la licencia para embotellar y distribuir la bebida Coca-Cola en España, creando así el primer embotellador español. También es prima carnal de Zenaida Bufill Comadrán, la estilista catalana con la que mantuvo una relación el magnate de la moda Isak Andic, fundador de Mango, también muy cercano a la familia.
Sol Daurella estudió en Suiza y se licenció en Administración de Empresas y MBA en Esade. Habla cuatro idiomas. Inició su carrera profesional en Mac Group, una asesoría de negocio, antes de unirse al Sistema Coca-Cola, en 1992. Desde ese momento, ha aportado su experiencia como consejera en numerosas empresas de los sectores de la banca, la construcción y la energía, además de en otras compañías de bienes de consumo. 
Es también consejera de otros embotelladores de Coca-Cola como Equatorial Coca-Cola Bottling, embotellador participado por TCCC que opera en 12 países en el oeste y norte de África. Además, es copresidenta de Cacaolat, compañía láctea con sede en Barcelona. Ocupó el puesto de presidenta ejecutiva en Coca-Cola Iberian Partners. Además, es CEO y presidenta de Cobega. Desde noviembre de 2014 es consejera del Banco Santander, el primer banco de la eurozona. Además, es cónsul honoraria de Islandia, y trabaja con organizaciones sin ánimo de lucro especializadas en la investigación del cáncer, la sanidad y la educación.
Actualmente, Sol Daurella es presidenta de la compañía Coca-Cola European Partners, creada en mayo de 2016 tras la integración de Coca-Cola Iberian Partners, Coca-Cola Enterprises y el embotellador alemán. Coca-Cola European Partners cotiza en las bolsas de Ámsterdam, Nueva York, Londres y Madrid.
Sol Daurella ha estado siempre vinculada al negocio de Coca-Cola, está comprometida con la sostenibilidad y su integración en el negocio, estando especialmente involucrada en iniciativas dirigidas a la capacitación e igualdad de la mujer en el entorno empresarial.